# NGC 2912
NGC 2912 est une étoile située dans la constellation du Lion.
L'astronome suédois Herman Schultz a enregistré la position de ces trois étoiles le 3 avril en 1828.
NGC 2912 n'est pas la petite galaxie PGC 27167 située près de NGC 2911. Avec une magnitude approchant 17, elle est trop pâle pour que Schultz l'ait observée. La base de données Simbad indique que cette galaxie est NGC 2912 et c'est une erreur.